# 北海道道391号音威子府停車場線
北海道道391号音威子府停車場線（ほっかいどうどう391ごう おといねっぷていしゃじょうせん）は、北海道中川郡音威子府村内を結ぶ一般道道（北海道道）である。

## 概要

### 路線データ
- 起点：北海道中川郡音威子府村字音威子府（JR北海道 宗谷本線 音威子府駅、北海道道12号枝幸音威子府線交点）
- 終点：北海道中川郡音威子府村字音威子府（国道40号交点）
- 総延長：0.125 km
- 実延長：0.118 km
- 重用延長：0.007 km

### 道路管理者
- 上川総合振興局 旭川建設管理部 美深出張所

## 歴史
- 1961年（昭和36年）3月31日 - 路線認定[1]。

## 地理

### 通過する自治体
- 上川総合振興局
  - 中川郡音威子府村

### 交差する道路
音威子府村
- 北海道道12号枝幸音威子府線 - 字音威子府（起点）
- 国道40号 - 字音威子府（終点）

### 沿線にある施設など
音威子府村
- JR北海道 宗谷本線 音威子府駅